# Rue de Fondeville
La rue de Fondeville (en occitan : carrièra de Fontdevila) est une voie de Toulouse, chef-lieu de la région Occitanie, dans le Midi de la France.

## Situation et accès

### Description
La rue de Fondeville est une voie publique. Elle se trouve au cœur du quartier de Pouvourville.
Elle naît de la place qui se forme au carrefour de la rue du Pastel, du chemin des Clotasses et du chemin de Pouvourville, dans le prolongement de ce dernier. Elle rencontre successivement le chemin du Rat, la rue Maurice-Alet et le chemin d'Auzeville, avant de déboucher sur la place centrale de l'ancien village de Pouvourville, face à l'église Sainte-Madeleine, au carrefour du chemin de Pechbusque, du chemin de Narrade et du chemin Louis-Plantade. À la sortie de l'ancien village, elle donne naissance au cheminement du Castel. Enfin, après avoir donné naissance au chemin du Vallon et au chemin du Cluzel, qui rejoint le site archéologique de l'oppidum du Cluzel, la rue de Fondeville oblique au sud-ouest. Elle est prolongée à l'ouest par un chemin qui descend du coteau de Pech-David pour atteindre le chemin de Rivalsupervic à seulement 92 mètres du carrefour avec le chemin des Étroits, au bord de la Garonne.
La chaussée compte une voie de circulation automobile dans chaque sens. Elle appartient à une zone 30 et la vitesse y est limitée à 30 km/h. Il n'existe pas d'aménagement cyclable.
La rue de Fondeville correspond à une partie de la branche A de la route départementale 35 : montant depuis la route de Narbonne par l'avenue du Professeur-Joseph-Ducuing, elle traverse le coteau de Pech-David jusqu'au cœur de l'ancien village de Pouvourville, puis par la rue de Fondeville et le chemin d'Auzeville, rejoint les hauteurs de Ramonville-Saint-Agne et l'avenue de l'Aéropostale jusqu'au carrefour de l'avenue de Suisse, près du château de Soule. En 2017, la gestion de la route départementale est transférée à Toulouse Métropole sur la partie qui en traverse le territoire et elle devient la route métropolitaine 35A.

### Voies rencontrées
La rue de Fondeville rencontre les voies suivantes, dans l'ordre des numéros croissants (« g » indique que la rue se situe à gauche, « d » à droite) :
1. Rue du Pastel (g)
2. Chemin de Pouvourville (d)
3. Chemin des Clotasses (g)
4. Chemin du Rat (g)
5. Rue Maurice-Alet (d)
6. Chemin d'Auzeville (g)
7. Chemin de Pechbusque (g)
8. Chemin de Narrade (d)
9. Chemin Louis-Plantade (g)
10. Cheminement du Castel (d)
11. Chemin du Vallon (d)
12. Chemin du Cluzel (d)
13. Chemin de Rivalsupervic - accès piéton

### Transports
La rue de Fondeville est parcourue et desservie, entre la rue du Pastel et le chemin de Pechbusque, par la seule ligne de bus 54.
Par ailleurs, il n'existe pas de stations de vélos en libre-service VélôToulouse sur le coteau de Pouvourville.

## Odonymie
Le nom de la rue de Fondeville est connu depuis le XVIe siècle, mais l'origine n'en est pas connue. Par ailleurs, il ne s'appliquait, à l'origine, qu'à la partie comprise au cœur du hameau de Pouvourville, entre le cimetière (actuel no 71) et le chemin du Vallon.

## Patrimoine et lieux d'intérêt

### Église Sainte-Madeleine de Pouvourville

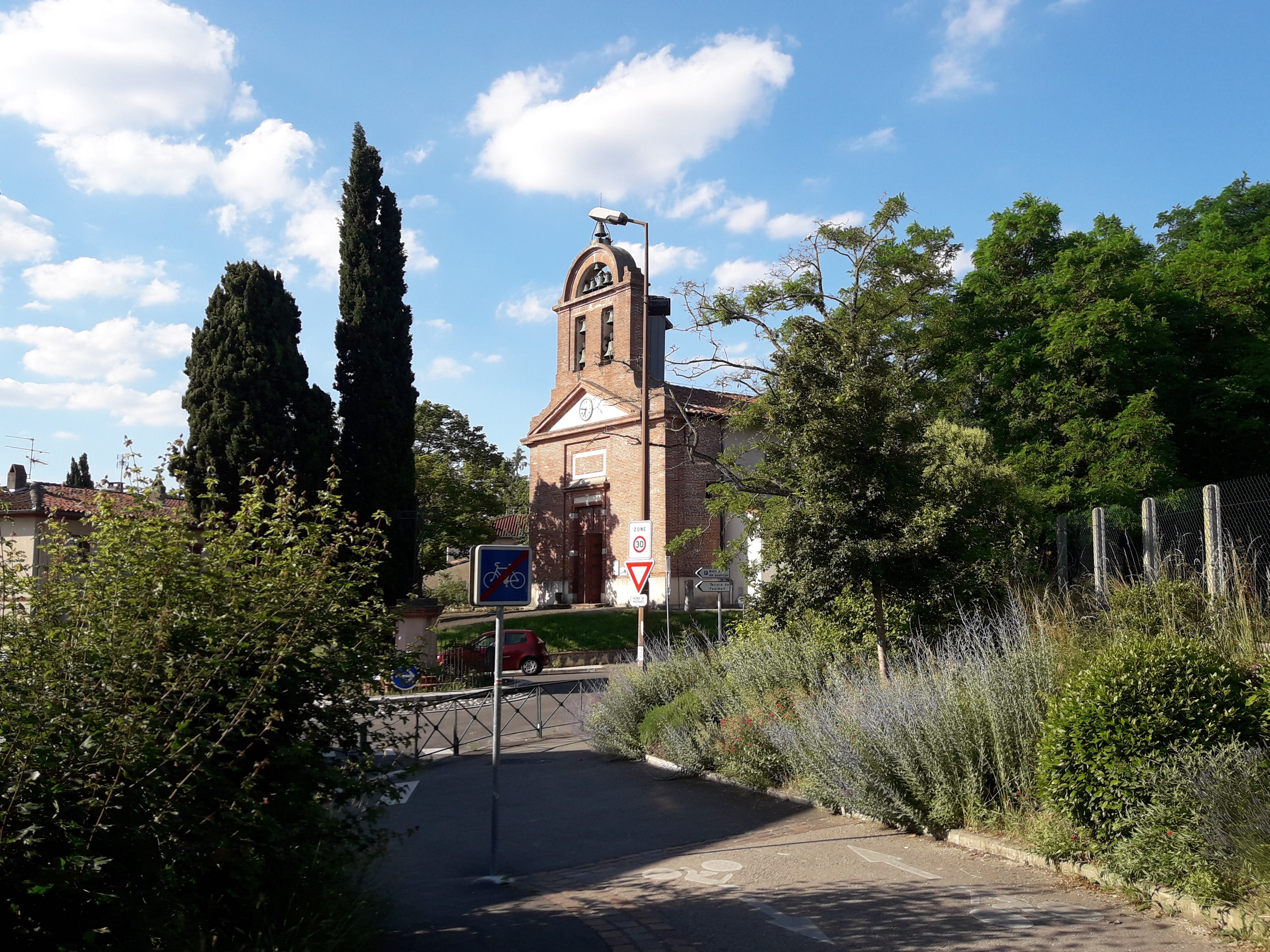
no 38 : l'église Sainte-Madeleine de Pouvourville.

En 1782, l'intendant du Languedoc, Jean-Emmanuel Guignard de Saint-Priest, prend la décision de faire édifier une église paroissiale pour les habitants de Pouvourville. Elle est placée sous l'invocation de sainte Madeleine, comme une autre église toulousaine, l'église Sainte-Madeleine de Lalande (actuel no 2 place de l'Église-de-Lalande). Elle est construite entre 1782 et 1786 sur les plans de l'architecte Pascal Virebent. L'édifice est représentatif du style néoclassique toulousain.
- no  71 ter : cimetière de Pouvourville.

### École privée Notre-Dame-des-Anges
Une maison de plaisance est construite au XVIIIe siècle, probablement pour le docteur Salvat qui achète un domaine agricole qui compte un jardin, des bois, un verger et des champs. Le logis se compose alors de trois corps de bâtiment disposés en U autour d'une grande cour centrale. En 1889, la maison accueille, grâce au don de Mme de Sambucy et de M. du Bourg, l'orphelinat Notre-Dame des Anges, dirigé par la congrégation des sœurs de la Sainte-Famille d'Amiens. Par la suite, l'orphelinat devient un établissement d'enseignement privé, regroupant une école maternelle et une école élémentaire sous le nom de Notre-Dame-des-Anges. En 1999, elle est confiée à la fondation des Apprentis d'Auteuil.
L'édifice se développe selon un plan en U, entre cour et jardin. Le corps de bâtiment principal est précédé par une terrasse fermée par un garde-corps à laquelle monte un escalier droit. Il se compose d'un pavillon qui s'élève sur deux niveaux. Au rez-de-chaussée, la porte d'entrée centrale a un encadrement en brique et pierre alternée, et une clef sculptée. L'étage est couronné par un fronton triangulaire. Les deux ailes latérales comptent un rez-de-chaussée et sont surmontées par un niveau de comble.

### Maisons
- no  5-9 : maison Richard (XVIIIe – XIXe siècle)[6].
- no  48 : maison (XVIIIe siècle)[7].
- no  56 : maison (deuxième moitié du XVIIIe siècle)[8].
- no  58 : maison (deuxième moitié du XVIIIe siècle)[9].
- no  64 : ferme (deuxième quart du XIXe siècle)[10].

### Œuvre publique
- croix de mission. 
Une croix de mission s'élève sur la place qui se forme au carrefour des chemins des Clotasses et de Pouvourville, à l'entrée de l'ancien village. La croix, en fonte, est fixée sur un socle de brique.

## Personnalités
- Maurice Alet (1874-1967) : sculpteur et ébéniste, il est l'un des fondateurs de la Société des artistes méridionaux. Il meurt à son domicile au no 82 rue de Fondeville. En 1973, son nom est donné à une voie nouvelle, au cœur du quartier de Pouvourville[11].

- Louis Plantade (1891-1975) : mobilisé au 10e régiment de dragons en 1911 pour un service militaire de trois ans, il fait la Première Guerre mondiale. En 1915, gravement blessé à la tête, il est capturé et passe trois années en captivité. À son retour, il est décoré de la croix du combattant et de la croix de guerre. Il meurt à son domicile au no 52 rue de Fondeville. En 1980, son nom est donné à l'ancien chemin de Cagarel, un chemin du quartier de Pouvourville[12].